# سلیم پیشانی‌سفید
سلیم پیشانی‌سفید (نام علمی: Charadrius marginatus) نام یک گونه از سرده سلیم‌های طوق‌دار است.